# GRPC
gRPC (gRPC Remote Procedure Calls) es un sistema de llamada a procedimiento remoto (RPC) de código abierto desarrollado inicialmente en Google. Utiliza como transporte HTTP/2 y Protocol Buffers como lenguaje de descripción de interfaz. Proporciona características como autenticación, transmisión bidireccional y control de flujo, enlaces bloqueantes o no bloqueantes, cancelaciones y tiempos de espera. Genera enlaces multiplataforma entre cliente y servidor para muchos lenguajes. Entre los casos de uso más comunes, incluye la conexión de servicios en la arquitectura de microservicios y la conexión de clientes de dispositivos móviles o navegadores web a los servicios backend.

## Proyectos y empresas que utilizan gRPC
- Dropbox[3]
- OpenBMC
- Netflix
- CoreOS
- Cisco